# Aprasia aurita
Aprasia aurita е вид влечуго от семейство Pygopodidae. Видът е критично застрашен от изчезване.

## Разпространение
Разпространен е в Австралия (Виктория).